# Rachid Benmahmoud
Rachid Benmahmoud (ur. 14 września 1971 w Rabacie) – marokański piłkarz występujący na pozycji pomocnika.

## Kariera klubowa
Rachid Benmahmoud jest wychowankiem klubu Youssoufia Rabat. W dalszych latach swojej kariery grał w drużynach: Crédit Agricole, FUS Rabat, Al-Rajjan, Al-Khaleej, Al-Ahli, Al-Arabi i Dibba Al-Hisn. Najdłuższy okres – bo przez pięć lat – grał w zespole Al-Ahli. W 2005 roku zakończył karierę piłkarską.

## Kariera reprezentacyjna
Benmahmoud w reprezentacji Maroka zadebiutował w 1996 roku. Ostatni mecz rozegrał w 2002 roku i do tamtej pory strzelił 2 bramki w 14 meczach. Był także powołany na Puchar Narodów Afryki 2000 (3 rozegrane spotkania) oraz Puchar Narodów Afryki 2002 (1 bramka w 2 meczach). W obu turniejach Maroko odpadało z rozgrywki już po fazie grupowej.